# Kim Raisner
Kim Raisner (Berlino, 30 dicembre 1972) è un'ex pentatleta tedesca.

## Palmarès
In carriera ha conseguito i seguenti risultati:
per la  Germania Ovest:
- Mondiali:

Linköping 1990: bronzo nel pentathlon moderno a squadre.
per la  Germania:
- Mondiali:

Siena 1996: argento nel pentathlon moderno a squadre e bronzo staffetta a squadre.
Città del Messico 1998: argento nel pentathlon moderno staffetta a squadre.
Budapest 1999: bronzo nel pentathlon moderno individuale.
Varsavia 2005: oro nel pentathlon moderno staffetta a squadre.
- Europei

Györ 1993: oro nel pentathlon moderno individuale ed a squadre.
Varsavia 1998: argento nel pentathlon moderno staffetta a squadre.
Tampere 1999: bronzo nel pentathlon moderno staffetta a squadre.
Székesfehérvár 2000: argento nel pentathlon moderno staffetta a squadre.
Montepulciano 2005: argento nel pentathlon moderno individuale.